# ميامي (أريزونا)
ميامي (بالإنجليزية: Miami, Arizona)‏ هي بلدة تقع في مقاطعة جيلا بولاية أريزونا في الولايات المتحدة. تبلغ مساحتها 2.3 (كم²)، وترتفع عن سطح البحر 1037 م، بلغ عدد سكانها 1837 نسمة في عام 2010 حسب إحصاء مكتب تعداد الولايات المتحدة وتصل الكثافة السكانية فيها 624.7 نسمة/كم2.

## التركيبة السكانية
حدّد مكتب تعداد الولايات المتحدة بيانات التركيبة السكانية لميامي في تعداد الولايات المتحدة. في ما يلي، التركيبة السكانية حسب تعدادي 2000 و2010.

### تعداد عام 2000
بلغ عدد سكان ميامي 1,936 نسمة بحسب تعداد عام 2000، وبلغ عدد الأسر 754 أسرة وعدد العائلات 494 عائلة مقيمة في البلدة. في حين سجلت الكثافة السكانية 838.1 نسمة لكل كيلومتر مربع (2,170.7/ميل2). وبلغ عدد الوحدات السكنية 930 وحدة بمتوسط كثافة قدره 402.6 لكل كيلومتر مربع (1,042.7/ميل2).
وتوزع التركيب العرقي للبلدة بنسبة 74.74% من البيض و1.03% من الأمريكيين الأفارقة و1.45% من الأمريكيين الأصليين و0.10% من الأمريكيين ذوي الأصول الآسيوية و20.40% من الأعراق الأخرى و2.27% من عرقين مختلطين أو أكثر و54.44% من الهسبانيون أو اللاتينيون من أي عرق.
بلغ عدد الأسر 754 أسرة كانت نسبة 37.5% منها لديها أطفال تحت سن الثامنة عشر تعيش معهم، وبلغت نسبة الأزواج القاطنين مع بعضهم البعض 42.7% من أصل المجموع الكلي للأسر، ونسبة 16.8% من الأسر كان لديها معيلات من الإناث دون وجود شريك،  بينما كانت نسبة 6% من الأسر لديها معيلون من الذكور دون وجود شريكة وكانت نسبة 34.5% من غير العائلات. تألفت نسبة 31% من أصل جميع الأسر من عدة أفراد يعيشون في نفس المنزل ونسبة 15.8% كانت تتألف من شخص يعيش بمفرده يبلغ من العمر 65 عاماً أو أكثر. وبلغ متوسط حجم الأسرة المعيشية 2.57، أما متوسط حجم العائلات فبلغ 3.21.
بلغ العمر الوسطي للسكان 36.2 عاماً. وكانت نسبة 29.7% من القاطنين تحت سن الثامنة عشر، وكانت نسبة 8.3% بين الثامنة عشر والرابعة والعشرين عاماً، ونسبة 24% كانت واقعةً في الفئة العمرية ما بين الخامسة والعشرين والرابعة والأربعين عاماً، ونسبة 20.9% كانت ما بين الخامسة والأربعين والرابعة والستين، ونسبة 17.1% كانت ضمن فئة الخامسة والستين عاماً فما فوق. يوجد لكل 100 أنثى 92.1 ذكر، ويوجد لكل 100 أنثى في الثامنة عشر من عمرها فما فوق 93.6 ذكر.
بلغ متوسط دخل الأسرة في البلدة 27,196 دولارًا، أما متوسط دخل العائلة فبلغ 30,625 دولارًا. وكان متوسط دخل الذكور 28,250 دولارًا مقابل 18,026 دولارًا للإناث. وسجل دخل الفرد الخاص بالبلدة 13,674 دولارًا. وكانت نسبة 20.5% من العائلات ونسبة 23.6% من السكان تحت خط الفقر، وكان من هؤلاء نسبة 28.7% تحت سن الثامنة عشر ونسبة 19.7% في الخامسة والستين من العمر وما فوق.

### تعداد عام 2010
بلغ عدد سكان ميامي 1,837 نسمة بحسب تعداد عام 2010، وبلغ عدد الأسر 749 أسرة وعدد العائلات 472 عائلة مقيمة في البلدة. في حين سجلت الكثافة السكانية 795.2 نسمة لكل كيلومتر مربع (2,059.6/ميل2). وبلغ عدد الوحدات السكنية 973 وحدة بمتوسط كثافة قدره 421.2 لكل كيلومتر مربع (1,090.9/ميل2).
وتوزع التركيب العرقي للبلدة بنسبة 73.65% من البيض و0.27% من الأمريكيين الأفارقة و2.29% من الأمريكيين الأصليين و0.16% من الأمريكيين ذوي الأصول الآسيوية و20.63% من الأعراق الأخرى و2.99% من عرقين مختلطين أو أكثر و56.02% من الهسبانيون أو اللاتينيون من أي عرق.
بلغ عدد الأسر 749 أسرة كانت نسبة 31.5% منها لديها أطفال تحت سن الثامنة عشر تعيش معهم، وبلغت نسبة الأزواج القاطنين مع بعضهم البعض 38.1% من أصل المجموع الكلي للأسر، ونسبة 17.1% من الأسر كان لديها معيلات من الإناث دون وجود شريك،  بينما كانت نسبة 7.9% من الأسر لديها معيلون من الذكور دون وجود شريكة وكانت نسبة 37% من غير العائلات. تألفت نسبة 32.4% من أصل جميع الأسر من عدة أفراد يعيشون في نفس المنزل ونسبة 15.5% كانت تتألف من شخص يعيش بمفرده يبلغ من العمر 65 عاماً أو أكثر. وبلغ متوسط حجم الأسرة المعيشية 2.45، أما متوسط حجم العائلات فبلغ 3.07.
بلغ العمر الوسطي للسكان 41.7 عاماً. وكانت نسبة 24.8% من القاطنين تحت سن الثامنة عشر، وكانت نسبة 9.7% بين الثامنة عشر والرابعة والعشرين عاماً، ونسبة 19.3% كانت واقعةً في الفئة العمرية ما بين الخامسة والعشرين والرابعة والأربعين عاماً، ونسبة 27.8% كانت ما بين الخامسة والأربعين والرابعة والستين، ونسبة 18.4% كانت ضمن فئة الخامسة والستين عاماً فما فوق. وتوزع التركيب الجنسي للسكان بنسبة 50.9% ذكور و49.1% إناث.

## معرض صور

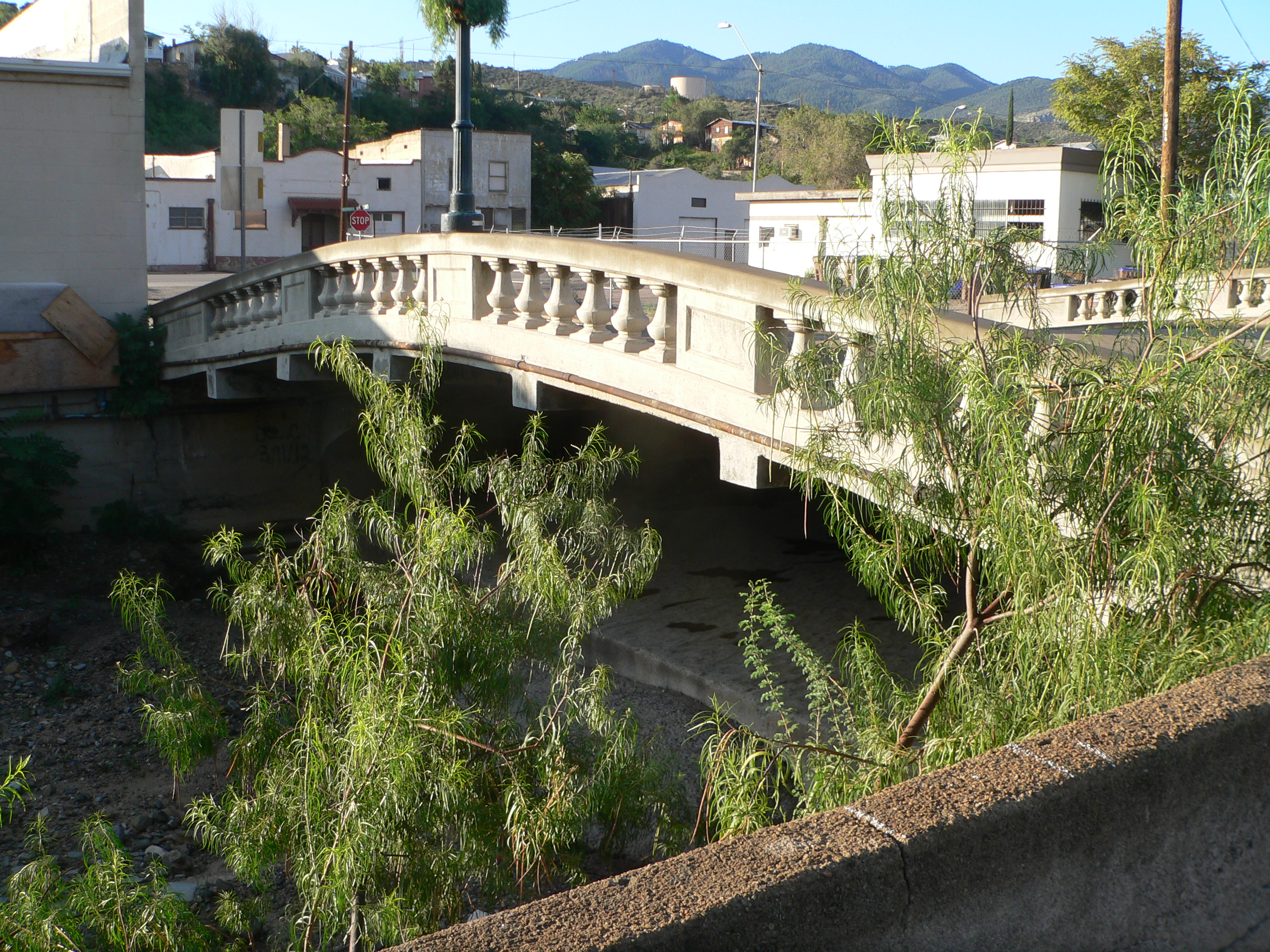
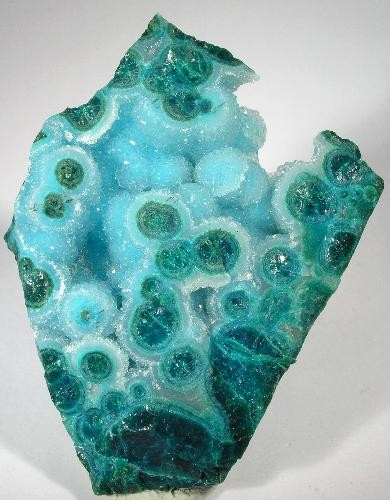
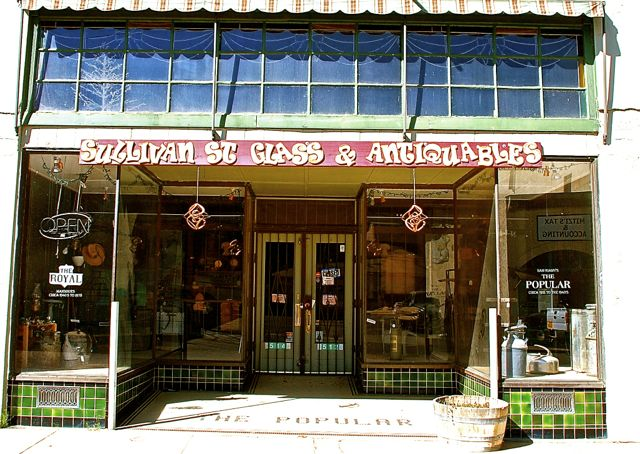

## أعلام
- جاك إلام
- استيبان إدوارد توريس
- ديف ستابلتون
- ريتشارد إف. بيدرسن
- مانويل في. مندوزا

## وصلات خارجية
- The US50 - Cities and Towns in Arizona State
- Arizona Cities and Towns, Facts, Map, Flag, Colleges, Government, and More